# Puchar Interkontynentalny w Lekkoatletyce 2010 – bieg na 5000 m mężczyzn
Bieg na 5000 metrów mężczyzn – jedna z konkurencji rozegranych podczas pucharu interkontynentalnego w Splicie. Biegacze rywalizowali 4 września – pierwszego dnia zawodów.

## Rezultaty
| Poz. | Zawodnik              | Reprezentacja  | Czas        |
| ---- | --------------------- | -------------- | ----------- |
| 1.   | Bernard Lagat         | Ameryka        | 13:58.23    |
| 2.   | Moses Kipsiro         | Afryka         | 13:58.35    |
| 3.   | Bouabdellah Tahri     | Europa         | 13:58.79 SB |
| 4.   | Edwin Soi             | Afryka         | 13:59.04    |
| 5.   | Imane Merga           | Afryka         | 14:00.53    |
| 6.   | Collis Birmingham     | Azja i Oceania | 14:00.60    |
| 7.   | Serhij Łebid          | Europa         | 14:00.73    |
| 8.   | Mert Girmalegese      | Europa         | 14:05.24    |
| 9.   | Diego Alberto Borrego | Ameryka        | 14:19.58    |